# Ander Herrera Agüera
Ander Herrera Agüera (Bilbao, 14 d'agost de 1989), és un futbolista basc que ocupa la posició de mitja punta, actualment al Boca Juniors. Ha estat internacional amb la selecció espanyola.
Es va formar al planter del Reial Saragossa, club amb el qual va debutar a primera divisió. És fill de Pedro Herrera, exjugador i actual secretari tècnic del Reial Saragossa.

## Trajectòria
Ander va començar a jugar en el futbol base amb els equips del Col·legi Jesús María-el Salvador, passant posteriorment a la Unió Esportiva Amistad abans d'incorporar-se al planter del Reial Saragossa. Es va donar a conèixer l'any 2001, durant el campionat d'Espanya aleví (futbol-7). El seu equip va guanyar el torneig i Ander va ser elegit com el millor jugador, destacant per la seva gran qualitat tècnica i visió de joc. L'any 2005, va tornar a proclamar-se campió d'Espanya amb el Reial Saragossa, aquesta vegada en categoria cadet.
La temporada 2008-09 es va incorporar al Real Zaragoza B, procedent de l'equip de Divisió d'honor Juvenil, on era el capità de l'equip. Va debutar a la Tercera divisió a la Ciutat Esportiva davant del Calataiud, disputant els 90 minuts amb victòria per 3-0. Posteriorment, en la jornada 14, va marcar el seu primer gol en la categoria fent el segon gol dels locals amb resultat final de 3-0 davant del CD Giner. Mentrestant, va anar alternant entrenaments amb el primer equip del Reial Saragossa a les ordres de Marcelino.
El dia 1 de febrer de 2009 va debutar a la Segona divisió a La Romareda davant del Llevant sortint al terreny de joc en el minut 66 amb el dorsal número 34, aconseguint la victòria local per 2-1 i quallant una destacada actuació. Va marcar el seu primer gol amb el primer equip del Reial Saragossa el 2 de maig de 2009, a La Romareda davant del Tenerife, obrint el marcador en el minut 1, encara que l'encontre va posar fi a empat a un. Finalment, l'equip va aconseguir l'ascens a la Primera divisió en la penúltima jornada del campionat.
El 7 de juliol de 2009 va firmar el seu primer contracte professional per quatre temporades. L'Athletic Club va fer tot el possible per aconseguir el seu fitxatge, però la predisposició d'Ander per a quedar-se i del Reial Saragossa, considerant-lo la seva gran promesa, ho van impedir.
El 29 d'agost de 2009, Ander va debutar a la Primera divisió contra el CD Tenerife, també de nou ascendit, a La Romareda. El partit va posar fi a victòria del conjunt aragonès per 1-0, amb gol de Javier Arizmendi després d'una genialitat d'Ander. Posteriorment, el seu primer gol en la màxima categoria va arribar el 6 de desembre de 2009 a l'Ono Estadi davant del RCD Mallorca, encara que no va servir de res a causa de la derrota del seu equip a l'illa per 4 gols a 1.
El gener de 2011 el Reial Saragossa es va veure obligat a vendre a Ander Herrera degut als seus problemes econòmics, i l'Athletic Club el va fitxar per 8,5 milions d'euros per 5 temporades.
El juny de 2014 va abonar la clàusula de rescissió, de 36 milions d'euros, per a fitxar pel Manchester United per a les 4 pròximes temporades.

## Internacionalitat
El 10 de febrer de 2009 s'estrena amb la selecció espanyola sots 21 en un amistós davant de Noruega, substituint a Juan Manuel Mata en el minut 86, i amb resultat final d'empat a un. En el mateix encontre havia debutat també el seu company d'equip Raúl Goni, que va sofrir una greu lesió tot just iniciar-se el partit. Posteriorment, el mes d'abril, participa amb el combinat sots 20, essent finalment convocat per a disputar els Jocs Mediterranis. També disputa durant el mes d'octubre el Mundial sots 20.
El juny de 2011 formà part de la selecció espanyola de futbol Sub-21 que va guanyar el Campionat d'Europa de futbol sub-21 de 2011, celebrat a Dinamarca.
El juliol del 2012 va ser convocat per la selecció espanyola de futbol per a representar Espanya als Jocs Olímpics de Londres 2012, una competició en què el combinat espanyol va caure eliminat en la primera lligueta.

## Palmarès

### Campionats estatals
| Títol                          | Club                   | País       | Any  |
| ------------------------------ | ---------------------- | ---------- | ---- |
| Campionat Nacional de Futbol-7 | Reial Saragossa Aleví  | Espanya    | 2001 |
| Campionat nacional             | Reial Saragossa Cadet  | Espanya    | 2005 |
| Subcampió Copa del Rei         | Athletic Club          | Espanya    | 2012 |
| Copa anglesa                   | Manchester United FC   | Anglaterra | 2016 |
| Community Shield               | Manchester United FC   | Anglaterra | 2016 |
| Copa de la lliga anglesa       | Manchester United FC   | Anglaterra | 2017 |
| Supercopa francesa             | Paris Saint-Germain FC | França     | 2019 |
| Supercopa francesa             | Paris Saint-Germain FC | França     | 2020 |
| Ligue 1                        | Paris Saint-Germain FC | França     | 2020 |
| Copa francesa                  | Paris Saint-Germain FC | França     | 2020 |
| Copa de la lliga francesa      | Paris Saint-Germain FC | França     | 2020 |
| Copa francesa                  | Paris Saint-Germain FC | França     | 2021 |
| Ligue 1                        | Paris Saint-Germain FC | França     | 2022 |
| Copa del Rei                   | Athletic Club          | Espanya    | 2024 |

### Campionats internacionals
| Títol                   | Equip                | Any  |
| ----------------------- | -------------------- | ---- |
| Subcampió Europa League | Athletic Club        | 2012 |
| Europa League           | Manchester United FC | 2017 |

### Selecció espanyola de futbol
| Títol                        | Equip                                | Any  |
| ---------------------------- | ------------------------------------ | ---- |
| Jocs del Mediterrani de 2009 | Selecció de futbol d'Espanya juvenil | 2009 |
| Eurocopa sub-21              | Selecció de futbol d'Espanya sub-21  | 2011 |

### Distincions individuals
| Distinció                                         | Any  |
| ------------------------------------------------- | ---- |
| Millor jugador del Campionat Nacional de Futbol-7 | 2001 |
| Onze de Bronze dels Premis Futbol Draft           | 2009 |